# José Eugenio del Portillo
José Eugenio del Portillo (Córdoba, 4 de septiembre de 1760 - Buenos Aires, 18 de enero de 1843) fue un abogado argentino, que actuó en el período de la independencia de su país y formó parte del Congreso General que sancionó la Constitución Argentina de 1826.

## Biografía
Ingresó al Colegio de Monserrat de su ciudad natal y luego a la Universidad, egresando como licenciado en teología; trasladado a Chuquisaca, se doctoró en jurisprudencia en la Universidad de Charcas en 1782.
Desempeñó cargos en el Alto Perú, entre ellos el de alcalde de primer voto en la Villa de Oruro. Colaboró en el Telégrafo Mercantil, primer periódico editado en Buenos Aires, publicando artículos con un anagrama de su nombre: Enio Tullio Grope; escribió sobre el estado del teatro en la capital del Virreinato del Río de la Plata, lamentándose de que no hubiera en ella una sala teatral digna de su categoría política.
Cuando se produjo la primera expedición auxiliadora al Alto Perú se mostró un decidido partidario de la Independencia, y ejerció como auditor de guerra del Ejército del Norte. Durante su residencia en San Miguel de Tucumán —poco después de la batalla de Tucumán— desaconsejó al gobierno local la siembra de arroz, por el peligro de que los campos inundados provocaran la enfermedad conocida en su época como "tercianas", esto es, el paludismo.
En 1812 regresó a Córdoba, donde se incorporó al cuerpo docente de la Universidad y se le encargó la reforma del plan de estudios; desde 1815 fue procurador general de la ciudad y se le encargó la redacción de una ordenanza general que sirviera como legislación de referencia para la ciudad. A fines de 1819 fue nombrado diputado al Congreso Nacional reunido en Buenos Aires, al que aparentemente no llegó a incorporarse.
Fue miembro de la Sala de Representantes de la Provincia de Córdoba y fue su primer presidente. En 1826 fue nuevamente elegido diputado al Congreso General Constituyente, incorporándose al mismo a tiempo de firmar la Constitución Nacional de ese año. Durante la discusión de la misma afirmó que el federalismo era "propio de las tolderías" y se pronunció por la forma de estado unitaria. Fue severamente reprendido por ello por el gobernador Juan Bautista Bustos, que le retiró la representación de su provincia, aunque se negó a renunciar a su cargo de diputado; fundó un periódico llamado Termo del Sud.
Cuando el Congreso fue disuelto en 1827, temiendo regresar a Córdoba, se instaló en Buenos Aires, donde intentó ejercer como abogado privado. No tuvo éxito, y falleció muy pobre en la ciudad capital de la Confederación Argentina en el año 1843.